# Erich Recknagel
Erich Recknagel (ur. 3 grudnia 1904 w Oberschönau, zm. 16 sierpnia 1973 w Ohrdruf) – niemiecki narciarz. Olimpijczyk. Uczestnik mistrzostw świata. Działacz sportowy i sędzia.
Recknagel wziął udział w Zimowych Igrzyskach Olimpijskich 1928 w Sankt Moritz. W konkursie skoczków narciarskich, po skokach na odległość 48,5 i 62 metrów, zajął 11. pozycję. Druga z tych prób była ówczesnym rekordem olimpijskim.
Oprócz startu w Sankt Moritz, który miał jednocześnie rangę igrzysk olimpijskich i mistrzostw świata, Recknagel jeszcze trzykrotnie brał udział w rywalizacji skoczków narciarskich na mistrzostwach świata seniorów – w 1927 w Cortinie d’Ampezzo (48 i 46,5 metra) i w 1929 w Zakopanem (50 i 53,5 metra) plasował się na 9. miejscu, a w 1931 w Oberhofie (51 i 44,5 metra) został sklasyfikowany na 47. pozycji.
Trzykrotnie zdobywał mistrzostwo Niemiec w skokach narciarskich (1931, 1932 i 1933) i raz w kombinacji norweskiej (1930).
Recknagel był jednym z pierwszych zawodników, którzy wykorzystywali w treningach nartorolki. Był również jednym z pierwszych niemieckich sportowców, którzy zawarli indywidualny kontrakt reklamowy ze sponsorem.
Po zakończeniu kariery zawodniczej był działaczem sportowym. W 1948 został współzałożycielem narodowego komitetu olimpijskiego Niemieckiej Republiki Demokratycznej. Od 1953 zasiadał również w zarządzie komitetu do spraw skoków narciarskich w Międzynarodowej Federacji Narciarskiej. Ponadto był także sędzią skoków narciarskich – w tej roli trzykrotnie uczestniczył w zimowych igrzyskach olimpijskich (1956, 1960 i 1964).